# Pteridium
Pteridium este un gen care cuprinde circa zece specii de ferigi mari din familia Dennstaedtiaceae.

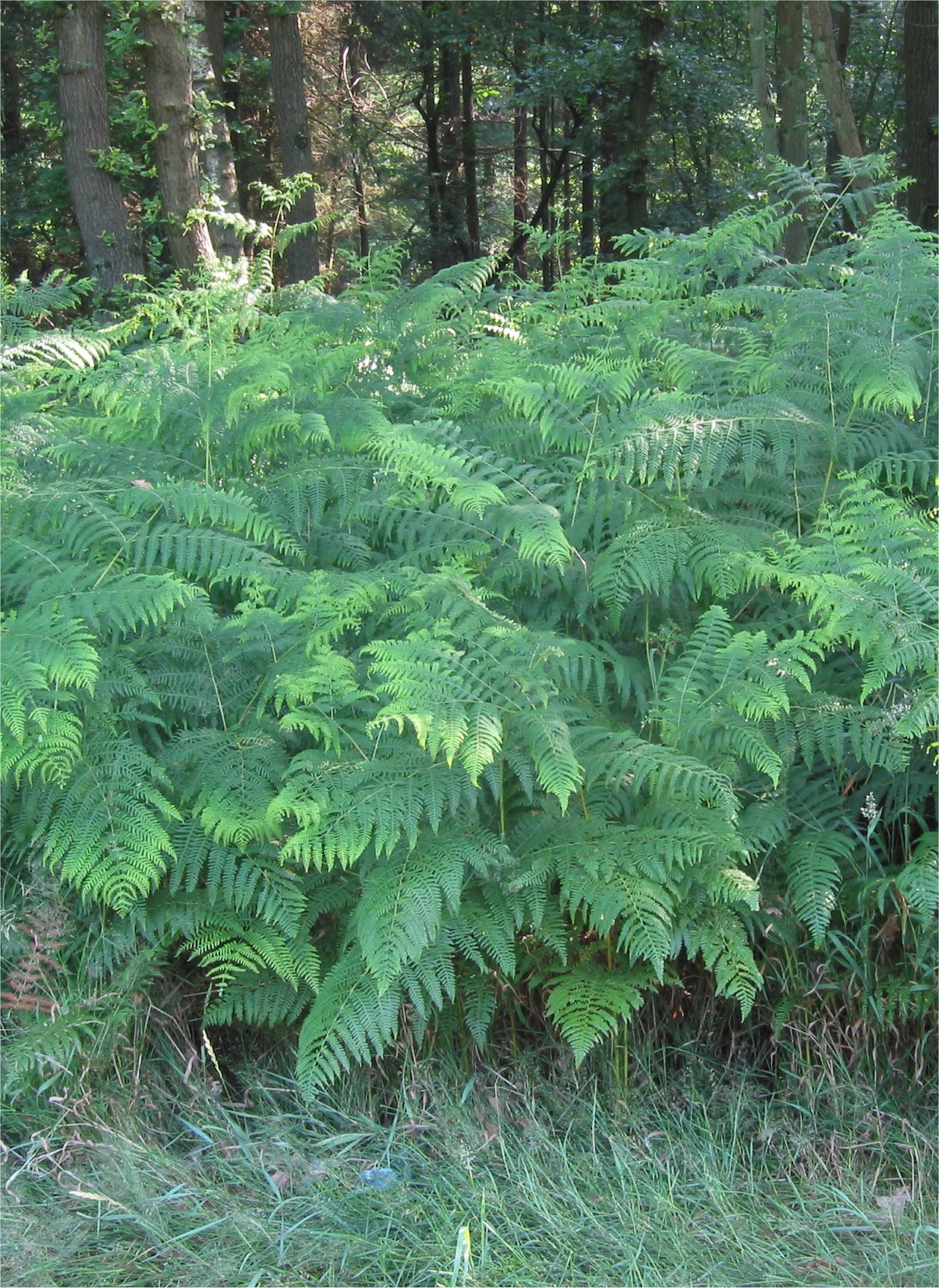
Pteridium aquilinum (Ferigă de câmp), specie toxică și invazivă